# Lago blu (singolo)
Lago blu è un singolo della cantautrice italiana Cmqmartina, pubblicato il 30 agosto 2019 da La Clinica Dischi e Artist First.

## Tracce
Testi di Cmqmartina, musiche di Matteo Brioschi.
1. Lago blu – 2:51